# Zelandobius
Zelandobius is een geslacht van steenvliegen uit de familie Gripopterygidae. De wetenschappelijke naam van het geslacht is voor het eerst geldig gepubliceerd in 1921 door Tillyard.

## Soorten
Zelandobius omvat de volgende soorten:
- Zelandobius alatus McLellan, 1993
- Zelandobius albofasciatus McLellan, 1993
- Zelandobius auratus McLellan, 1993
- Zelandobius brevicauda McLellan, 1977
- Zelandobius childi McLellan, 1993
- Zelandobius confusus (Hare, 1910)
- Zelandobius cordatus McLellan, 1993
- Zelandobius crawfordi McLellan, 2008
- Zelandobius dugdalei McLellan, 1993
- Zelandobius edensis Gray, 2009
- Zelandobius edwardsi McLellan, 2008
- Zelandobius foxi McLellan, 1993
- Zelandobius furcillatus Tillyard, 1923
- Zelandobius gibbsi McLellan, 1993
- Zelandobius illiesi McLellan, 1969
- Zelandobius inversus McLellan, 1993
- Zelandobius jacksoni McLellan, 1993
- Zelandobius kuscheli McLellan, 1993
- Zelandobius macburneyi McLellan, 1993
- Zelandobius mariae McLellan, 1993
- Zelandobius montanus McLellan, 1993
- Zelandobius ngaire McLellan, 1993
- Zelandobius patricki McLellan, 1993
- Zelandobius peglegensis McLellan, 1993
- Zelandobius pilosus Death, 1990
- Zelandobius takahe McLellan, 1993
- Zelandobius truncus McLellan, 1993
- Zelandobius unicolor Tillyard, 1923
- Zelandobius uniramus McLellan, 1993
- Zelandobius wardi McLellan, 1993